# Tunisien i olympiska sommarspelen 1976
Tunisien deltog i de olympiska sommarspelen 1976 med en trupp bestående av femton deltagare, fjorton män och en kvinna, vilka deltog i fem tävlingar i tre sporter. De deltog under perioden 18 - 20 juli, innan landet drog sig ur spelen och anslöt sig till de andra afrikanska nationer som bojkottade OS i protest mot Nya Zeelands deltagande. Ingen av landets deltagare erövrade någon medalj.

## Boxning
Weltervikt
- Fredj Chtioui
  - Första omgången — Förlorade mot  David Jackson (NZL) (domaren stoppade matchen 2:06 i den andra omgången)